# サンテ・マリーエ
サンテ・マリーエ（イタリア語: Sante Marie）は、イタリア共和国アブルッツォ州ラクイラ県にある、人口約1,200人の基礎自治体（コムーネ）。

## 地理

### 位置・広がり

#### 隣接コムーネ
隣接するコムーネは以下の通り。括弧内のRIはリエーティ県（ラツィオ州）所属を示す。
- ボルゴローゼ (RI)
- カルソーリ
- マリアーノ・デ・マルシ
- ペスコロッキアーノ (RI)
- タリアコッツォ

## 行政

### 分離集落
サンテ・マリーエには、以下の分離集落（フラツィオーネ）がある。
- Castelvecchio, San Giovanni, Santo Stefano, Scanzano, Tubione, Val de' Varri